# Movement for Action, Resistance and an Independent Alternative
De Movement for Action, Resistance and an Independent Alternative (MARIA) was een Belgische politieke partij.

## Historiek
MARIA kwam op bij de federale verkiezingen van 2003 in de kieskringen Brussel-Halle-Vilvoorde en Leuven. Er werden enkel kieslijsten ingediend voor de Kamer van volksvertegenwoordigers. Lijsttrekkers waren Maria Vindevoghel (BHV) en Bea Knaepen (Leuven).
De partij pleitte onder meer voor behoorlijke sociale bescherming, een herschikking van de openbare diensten en het einde van de Irakoorlog. MARIA behaalde 4.298 voorkeurstemmen (0,51%) in Brussel-Halle-Vilvoorde en 2142 (0,67%) in Leuven.